# Catfish and the Bottlemen
I Catfish and the Bottlemen sono un gruppo musicale indie rock gallese costituitosi nel 2007.
La band è composta da Ryan Evan “Van” McCann (voce), Johnny Bond (chitarra), Benji Blakeway (basso) e Bob Hall (batteria).

## Storia
Il gruppo si forma a Llandudno, nel Galles settentrionale, nel 2007.
Il 14 settembre 2014 pubblica l'album The Balcony, che entra nella top 10 della classifica britannica degli album. La band inizia un lungo tour che la porta in Gran Bretagna, Europa, Nord America e Australia e conta la partecipazione a numerosi festival quali Glastonbury, Latitude, Reading and Leeds, T in the Park, Governors Ball e Bonnaroo.
Il 24 febbraio 2016 i Catfish and the Bottlemen vincono il Brit Award come gruppo rivelazione dell'anno. Nel maggio 2016 suonano come headliner (artisti principali della serata) al festival Liverpool Sound City.
Il 27 maggio 2016 il gruppo pubblica l'album The Ride, che il 3 giugno raggiunge la vetta della Official UK Chart con 38 000 copie vendute. L'8 luglio dello stesso anno i Catfish and the Bottlemen si esibiscono al Castlefield Bowl di Manchester, con supporto di Vant, Broken Hands e Little Comets. Il 1º luglio 2017 sono di scena alla prima edizione del Community Festival a Finsbury Park, a Londra.
Il 9 gennaio 2019 ece il singolo Longshot, che anticipa l'uscita del terzo album in studio, The Balance. Il secondo singolo, Fluctuate, esce il 13 febbraio, mentre il 26 aprile esce il disco.

## Stile e influenze musicali
Lo stile del gruppo è stato accostato a quello di Johnny Marr, The Cribs, Feeder e Mystery Jets.

## Formazione
Attuale
- Ryan "Van" McCann – voce e chitarra ritmica (dal 2007)
- Benji Blakeway – basso  (dal 2007)

Ex componenti
- Jon Barr – batteria (2007-2010)
- Billy Bibby – chitarra solista (2007-2014)
- Bob Hall – batteria (2010-2021)
- Johnny Bond – chitarra solista (2014-2022)

## Discografia

### Album in studio
- 2014 – The Balcony
- 2016 – The Ride
- 2019 – The Balance

### EP
- 2009 – Poetry & Fuel
- 2010 – The Beautiful Decay

### Singoli
- 2013 – Homesick
- 2013 – Rango
- 2014 – Kathleen
- 2014 – Fallout
- 2014 – Cocoon
- 2014 – Pacifier
- 2016 – Soundcheck
- 2016 – 7
- 2016 – Twice
- 2016 – Outside
- 2019 -  Longshot